# Tansei
Tansei (jap. たんせい, nazwa kodowa MS-T1) – japoński satelita technologiczny, drugi wystrzelony przez Japonię. Wystrzelony drugą rakietą M-4S (pierwszy start tej rakiety z satelitą MS-F1 w 1970 zakończył się klęską wskutek braku zapłonu członu czwartego) 16 lutego 1971 miał na celu test tej rakiety, a potem testował technologie, które zastosowano przy budowie kolejnych satelitów. Funkcjonował do 23 lutego 1971, kiedy to wyczerpał się akumulator.